# Ferryland
Férrillon ou Forillon (Ferryland en anglais) est une municipalité de la péninsule d'Avalon dans la province de Terre-Neuve-et-Labrador au Canada.
Au XVIe siècle, Ferryland fut longtemps fréquentée par les pêcheurs hispaniques et français : les pêcheurs portugais appelaient l'endroit « Farilham », les Français « Forillon » ; le toponyme anglais (Ferryland) ne remonte qu'à l'arrivée des Anglais après 1583 : ce petit port devint dès lors l'un des relais les plus fréquentés de Terre-Neuve, dont Sir Walter Raleigh vanta les mérites.
Cette terre fut accordée par privilège à la London and Bristol Company dans les années 1610 et les environs se couvrirent de petites colonies éphémères : Cuper's Cove, Bristol's Hope, et Renews, qui furent rattachées à la colonie de South Falkland. En 1620 l’exploitation de ce territoire passa à George Calvert (1er baron Baltimore) qui avait racheté les parts de William Vaughan.
Calvert chargea un certain Edward Wynne d’établir la colonie qui allait devenir le premier comptoir permanent de Terre-Neuve : la population de Ferryland était déjà de 100 habitants en 1625. En 1623 (par privilège du 7 avril), le roi Jacques Ier reconduisait la concession de Calvert et même étendait les prérogatives du baron Baltimore, promu gouverneur de la Province d’Avalon en l’île de Terre-Neuve. Baltimore fit de Ferryland le chef-lieu de la province.

## Démographie
| 2001 | 2006 | 2011 | 2016 |
| ---- | ---- | ---- | ---- |
| 607  | 529  | 465  | 414  |